# Линейные корабли типа «Теннесси»
Линейные корабли типа «Теннесси» — тип линейных кораблей ВМС США, дальнейшее развитие линейных кораблей типа «Нью-Мексико», обладали по сравнению с прототипом лучшей противоторпедной защитой и увеличенным с 15 до 30° максимальным углом возвышения орудий главного калибра. Всего построено два корабля этого типа. После нападения на Перл-Харбор оба корабля подверглись значительной реконструкции, прошли Вторую мировую войну и были сданы на слом вскоре после её окончания.

## История создания
Начальник Управления вооружений, в 1913 году утверждал, что 16-дюймовая пушка не даст большого прогресса. Он заявлял, что на ожидаемых на то время боевых дистанциях новая 14-дюймовая пушка способна столь же эффективно пробивать броневые плиты и что у корабля с двенадцатью орудиями больше шансов поразить цель, чем у корабля с восемью 16-дюймовыми пушками. Генеральный совет согласился и поручил конструкторам разработать проект корабля с 356-мм орудиями.
Линкор «Теннесси» и однотипный с ним линкор «Калифорния», вобравшие в себя многие новшества, внедрённые в линкорах типа «Нью-Мексико», были, кроме того, первыми «пост-Ютландскими» линкорами американского флота. В результате интенсивных экспериментов и тестирования корабли получили мощную защиту подводной части, а также совершенную систему управления стрельбой главной и противоминной батареи.
Ещё один шаг в развитии американских «стандартных» линкоров. С каждым типом вносились небольшие улучшения в составе и расположении вооружения, несколько увеличивалась толщина брони траверзов и палуб. Американская закаленная броня для этого типа линкоров была на уровне лучших мировых стандартов, превосходя по большинству характеристик броневой материал большинства других флотов и заметно уступая только австро-венгерской броне производства Витковицких заводов.
Орудия имели раздельные люльки орудий, так же было увеличено расстояние между осями орудий, в результате конструкция башни получилась тяжелее, чем на предыдущем типе. Орудия главного калибра «Теннесси» имели максимальный угол возвышения 30° по сравнению с 15° у линкоров типа «Нью-Мексико». Это давало дополнительные 9 км дальности выстрела, что позволяло с помощью базирующихся на линкоре аэропланов-корректировщиков обеспечивать эффективную загоризонтную стрельбу. Решающим было известие о том, что в не только ходе учебных стрельб, но и в ходе обстрела берега, для сохранения орудий от преждевременного износа, немцы и британцы применяют уменьшенные заряды и больший угол возвышения играет значительную роль: при начальной скорости снаряда 640 м/с для стрельбы на дистанцию 18 300 м требуется угол возвышения 25-26°, про загоризонтную дальность стрельбы, при проектировании, речь не шла.
Линкоры типа «Теннесси», в отличие от экспериментального «Нью-Мексико», сразу проектировались как турбоэлектроходы, что повлекло изменения в расположении котлов и машин по сравнению с предыдущим типом. Два машинных отсека располагались в диаметральной плоскости, защищенные с боков котельными отделениями (по четыре с каждого борта). За машинными отделениями следовало отделение электродвигателей, разделенное на три отсека: в боковых размещались гребные электродвигатели внешних валов, в центральном — два электродвигателя, приводящие внутренние валы.
Характерной отличительной чертой линкоров типа «Теннесси» и трёх последовавших за ними линкоров типа «Колорадо» были две ажурные мачты с массивными постами управления стрельбой на топах и двойные трубы. Из-за больших размеров все пять кораблей назывались в американском флоте «большой пятёркой» (англ. Big Five). Линкоры более старых типов имели одну трубу, а ажурные мачты во время межвоенных модернизаций были заменены на них мачтами-«треногами».
В Европе начали разрабатывать торпеды большей дальности, которые могли пройти от 10 000 до 14 000 ярдов (от 9100 до 12 800 м). Способность нового корабля противостоять подводным атакам — морским минам в дополнение к торпедам — стала главной заботой конструкторов. Чтобы корабль мог выдержать подводный взрыв, решили установить четыре торпедные переборки, которые образовали четыре объёма. При взрыве торпеды внешний пустой отсек поглощал часть энергии взрыва. Внутренняя пара заполнялась либо водой, либо мазутом, но не полностью, чтобы предотвратить гидравлический удар, где происходит дальнейшее поглощение энергии взрыва и задерживаются осколки. Считалось очень важным делать внешнюю обшивку и внешние переборки как можно тоньше, чтобы уменьшить размеры образующихся осколков. Эта система оказалась эффективной и использовалась на многих последующих линкорах.
Линкоры типа «Теннесси» относились к «линкорам стандартного типа», которые обеспечивали США однородность корабельного состава, что было чрезвычайно важно во время сражения в линейном строю. На момент проектирования считалось, что их концепция линейного корабля-дредноута с 21-узловой скоростью устарела и вновь проектируемые линкоры должны иметь скорость не менее 23 узлов, тем не менее победил стандарт.

## Конструкция
Башни главного калибра были значительно улучшены по сравнению с «Нью-Мексико»: они имели раздельные люльки орудий, угол возвышения орудий составлял 30° (снижение — 5°).

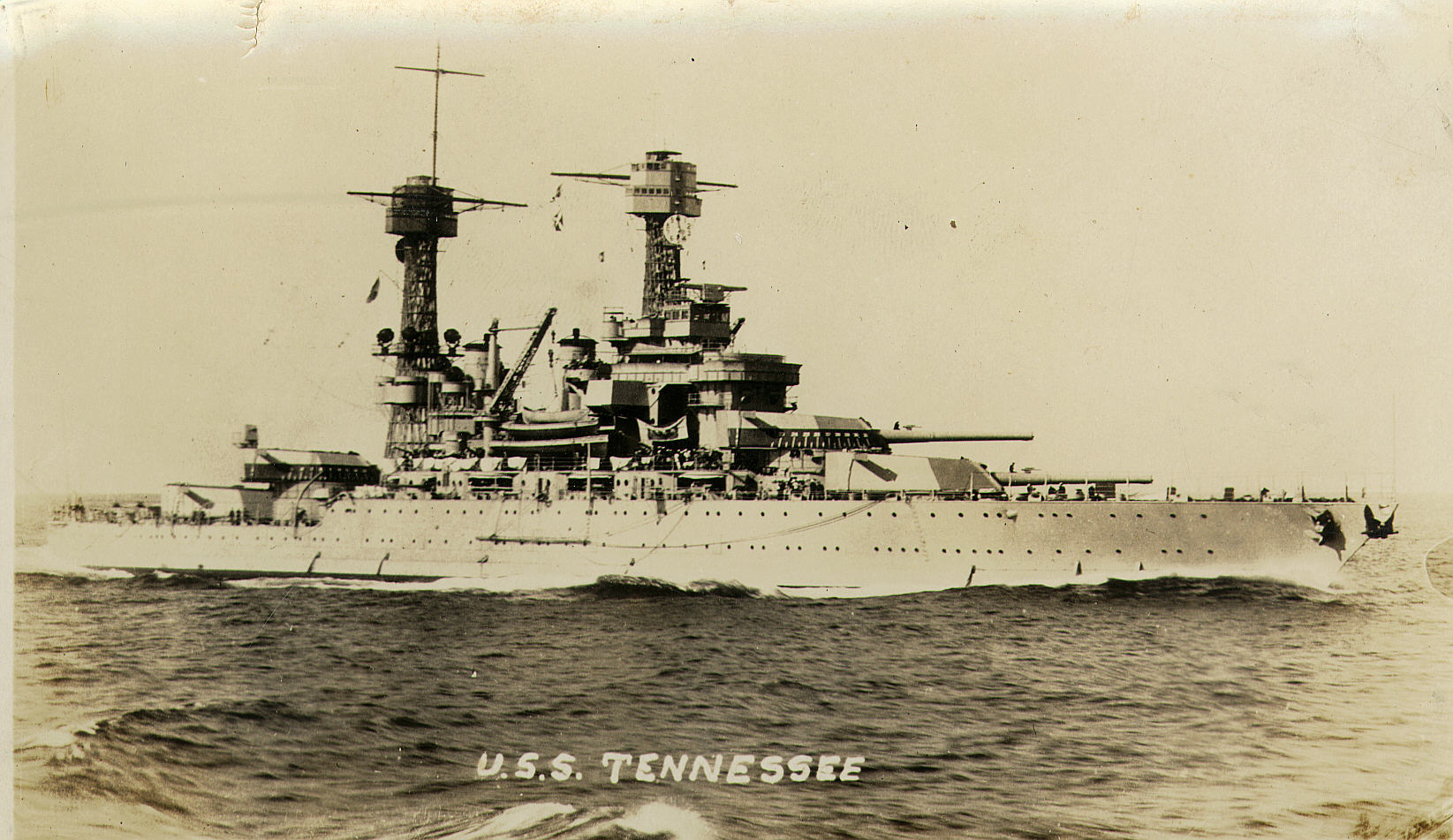
USS Tennessee BB-43 1930-е годы

Это был продукт американской конструкторской школы, во многом неповторимый. На линкорах «Большой Пятерки» ажурные мачты изначально имели несколько иную, более массивную и крепкую конструкцию, чем на предыдущих типах.
Распределение бронирования осуществлялось по традиционной американской системе «raft body» — широкий толстый пояс по ватерлинии, защищающий лишь цитадель, перекрывался мощной под стать ему броневой палубой. Оконечности с бортов оставались незащищенными, имея лишь броневую палубу в уровне ватерлинии. Следующей, ставшей характерной для американских линкорам особенностью, стала система конструктивной подводной защиты. Параллельные наружному борту шли глухие переборки, которые образовывали многочисленные мелкие отсеки, заполненные поочередно нефтью и водой. Последним «фирменным» отличием являлись характерные только для них механизмы — турбоэлектрические. Паровые турбины приводили в действие генераторы, вырабатывающие ток для главных четырёх электродвигателей, насаженных прямо на гребные валы.

### Энергетическая установка
«Теннесси» и «Калифорния» имели восемь котлов с давлением пара 19,05 атм.(280 psi) на нефтяном отоплении. Две турбины имели суммарную номинальную мощность 28 600 л. с. Турбинные роторы вращали два трёхфазных генератора номинальной мощностью по 12 500 кВт (по другим данным 15 000 л. с. [11 200 кВт]), суммарно 25 000 кВт (33 530 л. с.) вырабатывающих ток под напряжением 3400 В. Ток подавался на четыре гребных электродвигателя номинальной мощностью по 5000 кВт(суммарной мощностью 26 800 л. с. (электрических) или 26 820 механических лошадиных сил). В российском справочнике «Линкоры Второй мировой» даны другие цифры: мощность генераторов 15 000 кВт каждый, мощность гребных электродвигателей по 4300 кВт. Благодаря турбоэлектрической установке эти корабли могли поворачивать на месте, работая электромоторами в раздрай.
На испытаниях после вступления в строй «Tennessee» развил 21,38 уз. при мощности 29 609 л. с. на валах, «California» — 21,46 уз. при мощности 30 908 л. с.
Главные механизмы в течение службы остались практически без изменений: на послеремонтных испытаниях 10 мая 1943 года «Теннесси» (50 дней после докования) смог развить 20,6 узла при мощности 32 500 л. с. и водоизмещении 39 500 дл. тонн.
Электроэнергию 240 В переменного тока для корабельных нужд (освещения, привода вентиляторов, пожарных насосов, рулевых машин, питания прожекторов и приборов управления огнём...) вырабатывали шесть 300-киловаттных турбогенераторов.

### Бронирование
Плиты пояса теперь размещались снаружи, а не устанавливались на полке-шельфе, это было сделано чтобы при попаданиях снарядов разгрузить элементы набора корпуса и освободить больше места для противоторпедной защиты. Борта перестали быт гладкими: кроме вынесения брони и излом плит делали снаружи. Модельные испытания в бассейне показали, что для сохранения проектной скорости это будет стоить 800 дополнительных лошадиных сил.
Пояс имел максимальную толщину 343 мм, но, на расстоянии 1,978 м от нижней кромки, толщина плит начинала постепенно уменьшаться до 203 мм. Броневые траверзы имели толщину 330 мм вверху и 203 мм по нижней кромке.
Верхними кромками плиты пояса крепились к главной броневой палубе, набранной из двух слоев: 70-фунтовой (43,6 мм) стали специальной закалки (STS) на 70-фунтовой (44,4 мм) никелевой стали (NS). Под главной бронепалубой и на всем протяжении параллельно ей проходила противоосколочная палуба: 24,9 мм STS на 12,4 мм мягкой судостроительной стали. По проекту эта палуба проходила выше ватерлинии. Карапасная бронепалуба, прикрывавшее рулевые механизмы за кормовым траверзом, имела толщину 158,5 мм: 114 мм STS на 44,5 мм судостроительной стали. Она заканчивалась 203-мм траверзом.
Главное отличие заключалось в более мощной противоторпедной защите, приведшей к отказу от скосов противоосколочной бронепалубы.
Конструктивная противоторпедная защита на большей части корпуса состояла из четырёх вертикальных продольных переборок. Первая имела толщину 9,5 мм и проходила в 1,3 м от борта, за ней через 0,915 м шли ещё две по 16 мм и одна 19-миллиметровая. Пространство между 1-й, 2-й и 3-й переборками было заполнено нефтью. В районе энергетической установки проходила дополнительная 9-мм переборка, отстоящая от четвёртой на 1,22 м, суммарно 69,5 мм. Максимальная глубина защиты достигала 5,3 м. Система была легче и эффективнее чем на предыдущем типе и могла противостоять взрыву 400 фунтов тротила.
В источниках есть три цифры относящиеся к массе защиты.
Общая масса вертикального бронирования корпуса и всей защиты артиллерии составляла на «Теннесси» 8610,3 дл. тонн или 25,9 % от реального нормального водоизмещения.
Если к этому добавить включаемые американцами в структуру корпуса масс брони главной броневой (2464,2 дл. тонн, из них 1116,5 STS и 1121,9 NS), нижней (595,3 дл. тонн STS) палубы, то получим общий вес бронирования 11 667,8 дл. тонн (11 855 т) брони или 35 % (общий вес бронирования «Байерна» достигал 11 410 т или 40,4 % от нормального водоизмещения).
Если ещё добавить массу подложки (435,7 дл. тонн) и противоторпедных переборок из мягкой судостроительной стали 2464,3 дл. тонн, то получим общую массу защиты 14 569,8 дл. тонн или 43,4 % от нормального водоизмещения 33 588,9 дл. тонн. Если это сравнивать с «Нью-Мексико» (13 521,2 дл. тонн или 42 %), то видно некоторое улучшение. Если же сравнивать только вертикальное бронирование, то противоторпедная переборка «Нью-Мексико», выполнявшая роль внутреннего подводного пояса, толщина которой составляла 74,7 мм (два слоя STS по 37,3 мм, 1339,6 т) идёт по статье вертикальное бронирование и по этой характеристике «Нью-Мексико» лучше.

## Вооружение

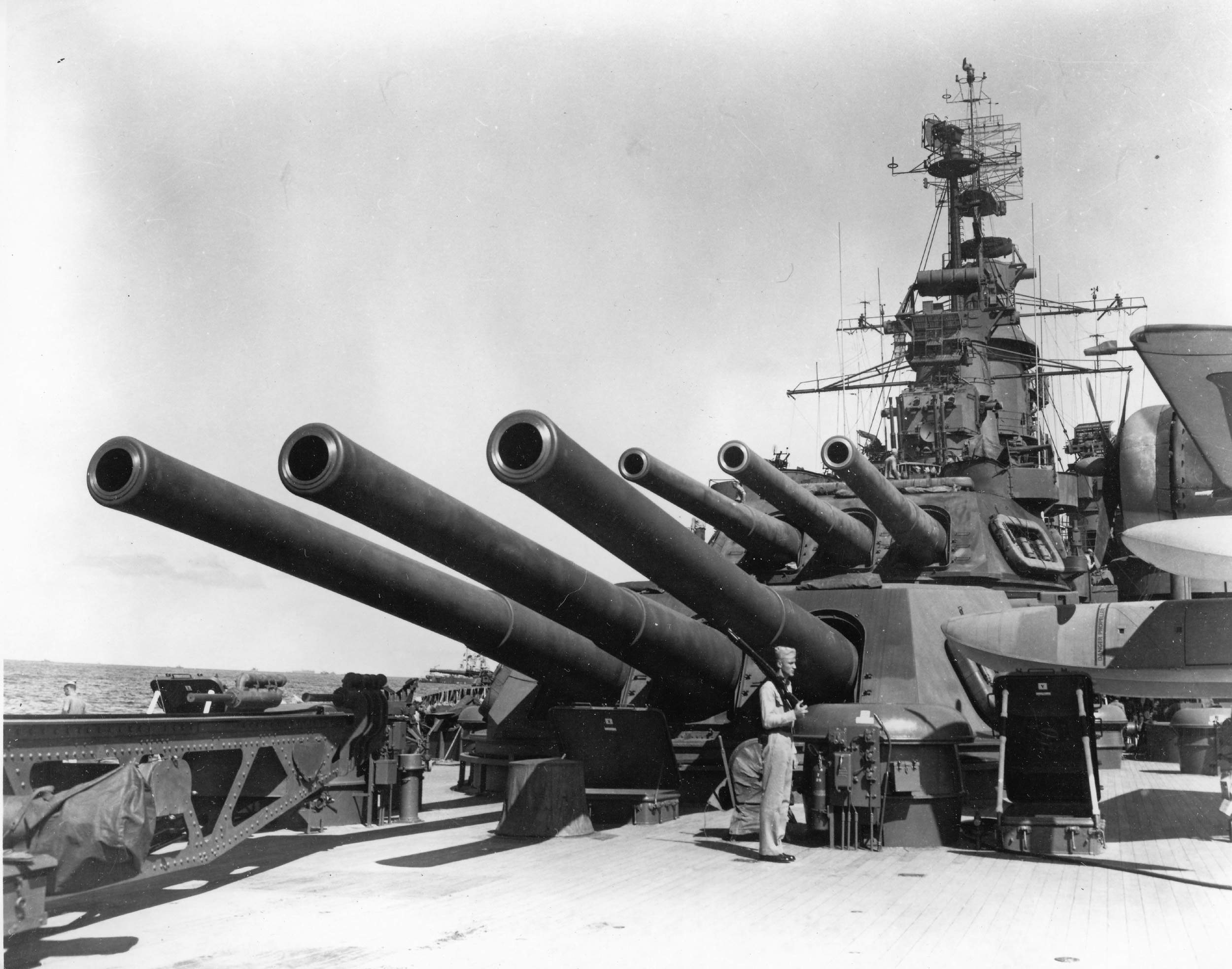
Носовые трёхорудиные башни Калифорнии

«Теннесси» получили трёхорудийные (раздельные люльки орудий) вместо строенных башен на «Нью-Мексико». Угол возвышения орудий составлял 30° (снижение — 5°). Это обеспечивало максимальную дальность 35 000 ярдов (32 000 м) бронебойным снарядом массой 1400 фунтов (635 кг), который стрелял с начальной скоростью 2800 футов/с (853 м/с). Масса вращающейся части башни возросла с 897 до 958 дл. тонн. Обычно орудия наводились по вертикали вместе, но возможность раздельной наводки снижала риск выхода всех из строя от одного попадания или осколка. Увеличившееся расстояние между орудиями уменьшало влияние снарядов в полете друг на друга при одновременном выстреле. Хотя плохая кучность при полных залпах на предыдущих типах вынудила отказаться от залповой стрельбы и перейти к стрельбе полузалпами. Существовало несколько десятков модификаций 356-мм 50-калиберного орудия, которые отличались друг от друга деталями в конструкции, формой нарезки, объёмом зарядной каморы и т. д. и т. п. Постоянно повышалась крутизна нарезки стволов — от начальной прогрессивной оборота на 50 калибров в начале ствола до 32 на дульном срезе к постоянной оборот на 32 калибра и на конец до одного оборота на 25 калибров. Это делалось для повышения точности стрельбы, поскольку первоначально эти пушки имели плохую точность и большой разброс залпов. Для повышения живучести стволов и повышения точности стрельбы был облегчён заряд на 22,7 кг и уменьшен объём зарядной каморы.
Противоминная батарея состояла из четырнадцати 5-дюймовых (127 мм/51) орудий Mark 7, десять внутри центрального каземата, четыре по его углам на надстройках. Дальность стрельбы орудия составляла 14,5 км при максимальном угле возвышения 20 °. Ожидаемая живучесть ствола составляла 900 полных зарядов.
На крыше каземата стояли четыре 76-мм зенитки.

## Служба
«Теннесси» и «Калифорния» служили на Тихом океане в течение всей их мирной карьеры, причем California была флагманом. Она провела 1920-е и 1930-е годы, участвуя в регулярных учениях флота, включая ежегодные Fleet problem (англ. Fleet problem), и круизах вокруг Америки и далее за рубежом, таких как визит доброй воли в Австралию и Новую Зеландию в 1925 году. Опыт учений показавший, что стандартные типы линкоров слишком медленны для работы с авианосцами, привёл к разработке быстроходных линкоров, построенных в 1930-х годах. Совместные учения с Корпусом морской пехоты дали опыт, который оказался полезным во время кампании по переброске с острова на остров во время Тихоокеанской войны.

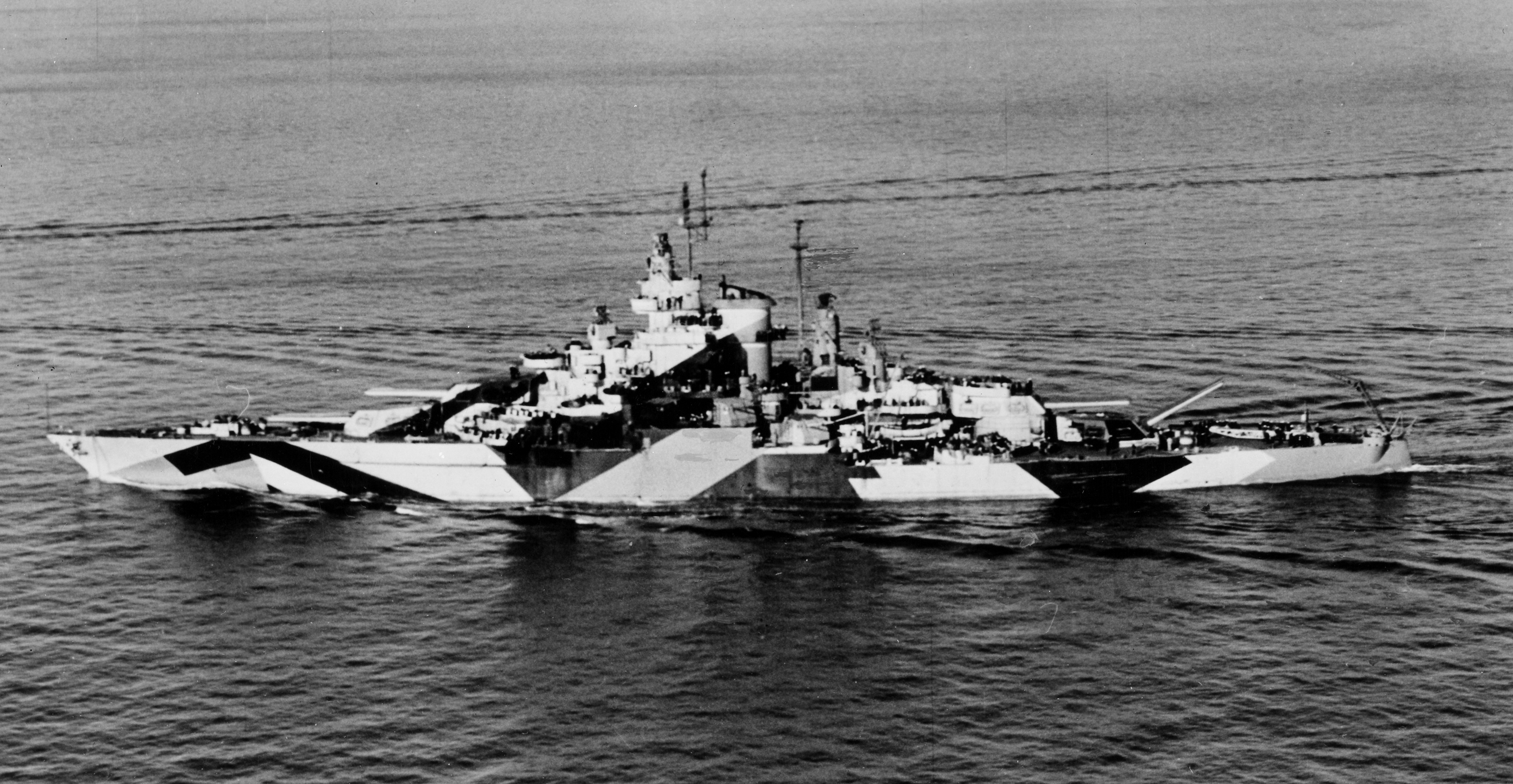
USS California приблизительно в январе 1944 года

«Теннесси» получил серьёзные повреждения, а «Калифорния» была потоплена во время японского нападения на Перл-Харбор. В последующие годы они прошли существенную реконструкцию. Корпуса для уменьшения осадки были надстроены булями, надстройки были полностью демонтированы и заменены новыми, противокорабельная батарея из десяти 127-мм/51 и зенитные из восьми 127-мм/25 и четырёх 76-мм/50 орудий были заменены 127-мм/38 универсальными орудиями и 20- и 40-мм зенитными автоматами. Двойная труба была заменена одинарной, встроенной в надстройку, как это было сделано на более новых линкорах типа «Саут Дакота».

## Модернизации
Броневая и противоторпедная защита считались вполне достаточными, меняли только зенитное вооружение. В 1922 году две кормовые 127-мм пушки с шельтердека сняли, а на их место добавили четыре 76-мм зенитки. В ходе ремонтов на верфи Пьюджет Саунд в 1928-29 годах все 76-мм зенитки на линкорах заменили на восемь 127-мм/25, одновременно с этим орудия 127-мм/51 получили 24,5...25 кг снаряды. Тогда же добавили по восемь 12,7-мм пулемётов. Линкоры получили тяжёлые 680-кг бронебойные снаряды с начальной скоростью 800 м/с.
К началу войны на Тихом океане линкоры несли смешанные 127-мм и 76-мм зенитные батареи (соответственно восемь и четыре ствола), а также по восемь 12,7-мм пулемётов.
Хотя линкоры полностью удовлетворяли хозяев, появился фактор сделавший большую модернизацию необходимой — накопившаяся перегрузка и сопутствующее ей уменьшение высоты броневого пояса над водой. Дело также усугублялось постоянным желанием выходить в море с сверхпроектным запасом нефти на борту. Так, в июне 1935 года водоизмещение «Теннеси» оказалось 38 200 дл. т, на 2050 длинных тонн больше, чем полное с дополнительным запасом топлива. Осадка превысила проектную более чем на 1,6 м, а высота пояса над водой составила всего 0,74 м. Следовало установить були (запас плавучести 2884 т), которые бы уменьшили осадку на 0,43 м.
Но в мирное время модернизации не сделали — все модернизации проходили в военное время параллельно с устранением повреждений.
Зенитное вооружение неоднократно менялось и к августу 1945 года всё вспомогательное вооружение было заменено на «Теннесси» на 8×2 127-мм/38, 10×4 40-мм, 43×1 20-мм, а на «Калифорнии» на 8x2 127-мм/38, 14x4 40-мм, 40x2 20-мм. Планировали заменить котлы и турбины, но главные механизмы оставили без изменений. На кораблях заменили только турбогенераторы (не главные) и добавили 100-кВт аварийный дизель-генератор.

## Состав серии
| Название               | Верфь              | Заложен    | Спущен     | В строю    | Списан     |
| ---------------------- | ------------------ | ---------- | ---------- | ---------- | ---------- |
| USS Tennessee (BB-43)  | New York Navy Yard | 14.05.1917 | 30.04.1919 | 03.06.1920 | 14.02.1947 |
| USS California (BB-44) | Mare Island NSY    | 25.10.1916 | 20.11.1919 | 10.08.1921 | 14.02.1947 |

## Оценка проекта
На американские концепции строительства и использования линейного флота оказали значительное влияние идеи Альфреда Мэхэна о том, что способность настигнуть уходящего противника является второстепенной задачей по сравнению со способностью выиграть генеральное сражение, к которому противника можно вынудить нападением на его жизненно важные объекты. Поэтому характерной особенностью американских линкоров было мощное вооружение и бронирование при относительно невысокой максимальной скорости.
У турбоэлектрической установки существовали как положительные (лучшее разделение на отсеки и гибкость в управлении), так и отрицательные стороны: больший вес и меньший КПД (0,90-0,95 против 0,98-0,99), чем у турбозубчатых агрегатов (ТЗА), принятых в британском флоте, а также чувствительность к ударам и сотрясениям, не говоря уже о затоплених. В любом случае, боевых кораблей с турбоэлектрической установкой никто, кроме США, больше не строил. На «Теннесси» при первом же выходе в море с Нью-Йоркской верфи в декабре 1920 года сломался один из главных генераторов. Ремонт на фирме «Вестингхаус» затянулся по той причине, что размеры палубных люков не позволяли вытащить огромный генератор и заменить его новым. С помощью руля корабли имели тактический диаметр разворота около 640 м, но благодаря турбоэлектрической установке эти корабли могли поворачивать круче, если давали одному винту обратное вращение, то диаметр циркуляции уменьшался до 558 м. Эти американские линкоры, благодаря значительной ширине, полным обводам и тщательному разделению на отсеки даже на момент постройки имели весьма солидную противоторпедную защиту, как минимум не уступавшую традиционно прославленным германским системам и превосходившую любые другие иностранные аналоги. Это были гармоничные корабли, в которых достигли баланс технических и тактических характеристик, максимально отвечающих американским требованиям к линкору, существовавшим на момент их проектирования.
У них не было явных слабых мест, платы за особо выраженное преимущество — сверхвысокую скорость, самую тяжелую броню или уникальные сверхмощные орудия, они даже внешне производивший впечатление гармоничности и завершенности. Кроме того отсутствовали недостатки характерные для «Невад»: плохое качество брони, плохая маневренность, строенные башни, небольшая дальность стрельбы главным калибром и заливаемость противоминной артиллерии. Это были предельно функциональные, мощные и надёжные боевые машины, способные уверенно и эффективно действовать в океане за тысячи миль от баз, легко образовывая однородные соединения и наилучшим образом оптимизированные для линейного боя при хорошей видимости на максимальной дистанции, который предусматривался политическим положением и военной доктриной США. Значительную роль в повышении живучести кораблей сыграла, «слоистая» система подводной защиты, которой предыдущие «стандартные линкоры» не имели. Стоит так же обратить внимание не только на успешность противоторпедной защиты как таковой, но и на продемонстрированную общую прочность конструкции.
| Сравнительные характеристики капитальных кораблей, заложенных в 1912—1917 годах | Сравнительные характеристики капитальных кораблей, заложенных в 1912—1917 годах | Сравнительные характеристики капитальных кораблей, заложенных в 1912—1917 годах | Сравнительные характеристики капитальных кораблей, заложенных в 1912—1917 годах | Сравнительные характеристики капитальных кораблей, заложенных в 1912—1917 годах | Сравнительные характеристики капитальных кораблей, заложенных в 1912—1917 годах | Сравнительные характеристики капитальных кораблей, заложенных в 1912—1917 годах | Сравнительные характеристики капитальных кораблей, заложенных в 1912—1917 годах | Сравнительные характеристики капитальных кораблей, заложенных в 1912—1917 годах | Сравнительные характеристики капитальных кораблей, заложенных в 1912—1917 годах |
| ------------------------------------------------------------------------------- | ------------------------------------------------------------------------------- | ------------------------------------------------------------------------------- | ------------------------------------------------------------------------------- | ------------------------------------------------------------------------------- | ------------------------------------------------------------------------------- | ------------------------------------------------------------------------------- | ------------------------------------------------------------------------------- | ------------------------------------------------------------------------------- | ------------------------------------------------------------------------------- |
|                                                                                 | «Ринаун»                                                                        | «Худ»                                                                           | «Макензен»                                                                      | «Эрзац Йорк»                                                                    | «Куин Элизабет»                                                                 | «Байерн»                                                                        | «Нью-Мексико»                                                                   | «Нагато»                                                                        | «Теннесси»                                                                      |
| Класс                                                                           | линейный крейсер                                                                | линейный крейсер                                                                | линейный крейсер                                                                | линейный крейсер                                                                | линкор                                                                          | линкор                                                                          | линкор                                                                          | линкор                                                                          | линкор                                                                          |
| Год закладки                                                                    | 1915                                                                            | 1916                                                                            | 1914                                                                            | 1916                                                                            | 1912                                                                            | 1914                                                                            | 1915                                                                            | 1917                                                                            | 1917                                                                            |
| Год ввода в строй                                                               | 1916                                                                            | 1920                                                                            | —                                                                               | —                                                                               | 1915                                                                            | 1916                                                                            | 1918                                                                            | 1920                                                                            | 1920                                                                            |
| Стоимость                                                                       |                                                                                 |                                                                                 | 66 млн марок                                                                    | 75 млн марок                                                                    |                                                                                 | 49 млн марок                                                                    |                                                                                 |                                                                                 |                                                                                 |
| Водоизмещение нормальное, т                                                     |                                                                                 |                                                                                 | 31 000                                                                          | 33 500                                                                          | 27 885                                                                          | 28 530                                                                          | 32 512                                                                          | 34 273,2                                                                        | 32 817                                                                          |
| Полное, т                                                                       | 31 266,7                                                                        | 45 832,8                                                                        | 35 300                                                                          | 38 000                                                                          | 31 941                                                                          | 32 200                                                                          | 33 528                                                                          | 39 039                                                                          | 33 721                                                                          |
| Номинальная мощность СУ, л. с.                                                  | 112 000                                                                         | 144 000                                                                         | 90 000                                                                          | 90 000                                                                          | 56 000                                                                          | 35 000                                                                          | 27 500                                                                          | 80 000                                                                          | 28 600                                                                          |
| Скорость, узлы                                                                  | 30                                                                              | 31                                                                              | 28                                                                              | 27,3                                                                            | 23                                                                              | 22                                                                              | 21                                                                              | 26,5                                                                            | 21                                                                              |
| Дальность, миль (на скорости, узлы)                                             | 3650 (10)                                                                       | 7500 (14)                                                                       | 8000 (14)                                                                       | 5500 (14)                                                                       | 4500 (10)                                                                       | 5000 (12)                                                                       | 5120 (12)                                                                       | 5500 (16)                                                                       | 8000 (10)                                                                       |
| Бронирование, мм                                                                |                                                                                 |                                                                                 |                                                                                 |                                                                                 |                                                                                 |                                                                                 |                                                                                 |                                                                                 |                                                                                 |
| Пояс                                                                            | 152                                                                             | 305                                                                             | 300                                                                             | 300                                                                             | 330                                                                             | 350                                                                             | 343                                                                             | 305                                                                             | 343                                                                             |
| Башни, лоб                                                                      | 280                                                                             | 380                                                                             | 300                                                                             | 300                                                                             | 330                                                                             | 350                                                                             | 457                                                                             | 356                                                                             | 457                                                                             |
| Барбеты                                                                         | 179                                                                             | 305                                                                             | 300                                                                             | 300                                                                             | 254                                                                             | 350                                                                             | 330                                                                             | 305                                                                             | 330                                                                             |
| Рубка                                                                           | 254                                                                             | 280                                                                             | 350                                                                             | 300                                                                             | 280                                                                             | 350                                                                             | 406                                                                             | 370                                                                             | 406                                                                             |
| Палуба                                                                          | 75—25                                                                           | 100—50                                                                          | 100—50                                                                          | 100—50                                                                          |                                                                                 | 100—60                                                                          | 114—(89+25)                                                                     | 76—(69+50)                                                                      | 114—(89+25)                                                                     |
| Вооружение                                                                      |                                                                                 |                                                                                 |                                                                                 |                                                                                 |                                                                                 |                                                                                 |                                                                                 |                                                                                 |                                                                                 |
| Главный калибр                                                                  | 3×2×381 мм/42                                                                   | 4×2×381 мм/42                                                                   | 4×2×350 мм/45                                                                   | 4×2×380 мм/45                                                                   | 4×2×381 мм/42                                                                   | 4×2×380 мм/45                                                                   | 4×3×356 мм/50                                                                   | 4×2×410 мм/45                                                                   | 4×3×356 мм/50                                                                   |
| Вспомогательный                                                                 | 17×102 мм/44 2×76 мм                                                            | 12×140 мм/50 4×102 мм/45 4×47 мм                                                | 12×150 мм/45 8×88 мм/45                                                         | 12×150 мм/45 8×88 мм/45                                                         | 16×152 мм/45 2×76 мм                                                            | 16×150 мм/45 2×88 мм/45                                                         | 14×127 мм/51 4×76,2 мм                                                          | 20×140 мм/50 4×76 мм                                                            | 14×127 мм/51 4×76,2 мм                                                          |
| Торпедное вооружение                                                            | 2×533 мм ТА                                                                     | 6×533 мм ТА                                                                     | 5×600 мм ТА                                                                     | 3×600 мм ТА                                                                     | 4×533 мм ТА                                                                     | 5×600 мм ТА                                                                     | 2×533 мм ТА                                                                     | 8×533 мм ТА                                                                     | 2×533 мм ТА                                                                     |